# Montar (informática)
Se denomina montar, en informática, a la acción de integrar un sistema de archivos alojado en un determinado dispositivo dentro del árbol de directorios de un sistema operativo.

## Explicación detallada
En los sistemas operativos Unix/Linux solamente existe un único árbol de directorios donde se organizan los archivos. No existe el concepto de unidad de disco propia de sistemas operativos tales como MS-DOS o Windows.
Cada dispositivo de disco (disco duro, CD-ROM, pendrive, etc.) aloja un sistema de archivos que, conceptualmente, no es más que un árbol de directorios. Dicho árbol puede ser integrado en el árbol único de Unix utilizando un punto de montaje.
El punto de montaje es cualquier directorio a partir del cual se visualizará el sistema de archivos montado. Si el punto de montaje contenía ficheros, estos desaparecerán, para visualizar los del dispositivo montado.
Actualmente el sistema de archivos NTFS de Microsoft utilizado en Windows también soporta puntos de montaje de volúmenes, asignándole letras estándares de dispositivos, (G:, F:), o carpetas que estén situadas dentro de un volumen ntfs.

## Ejemplo
Supongamos que un sistema de archivos Unix consta de los siguientes directorios:
```
/
|- home/
|      |- pepe/
|      |- carlos/
|
|- mnt/
      |- cdrom/
```

Y supongamos que tenemos un dispositivo CD-ROM que contiene los siguientes directorios:
```
/
|- datos1/
|- datos2/
```

Si elegimos /mnt/cdrom como punto de montaje, el resultado sería el siguiente árbol:
```
/
|- home/
|      |- pepe/
|      |- carlos/
|
|- mnt/
      |- cdrom/
              |- datos1/
              |- datos2/
```

De esta manera, el directorio raíz (/) del CD-ROM se convierte en el directorio /mnt/cdrom de Unix...

## Instrucciones de montaje
El montaje de sistemas de archivos se realiza mediante la orden mount del sistema operativo. Existe una orden que realiza la operación inversa, denominado umount.
También existe un servicio de auto-montaje que ejecuta automáticamente la acción de montaje cada vez que se inserta un dispositivo extraíble, por ejemplo, CD-ROM.
Con la orden man mount se puede encontrar más información acerca de mount.

## Desmontar
Es la operación inversa antes descripta por la cual se desconecta un dispositivo del árbol de carpetas. Se realiza mediante la orden umount.